# Fago Φ29
El fago Φ29 o bacteriófago Φ29 (phi29) es un virus de la familia Salasmaviridae que infecta a la bacteria Bacillus subtilis y otras bacterias del género Bacillus.
Presenta un ADN bicatenario de unos 20 genes, por lo que resulta muy útil en estudios de biología molecular.

## Descripción
Aunque el bacteriófago Φ29 es considerado un virus pequeño, es morfológicamente complejo.
La estructura de la cabeza de Φ29 se compone de una doble cápside T = 1 con simetría icosaédrica, separadas ambas capas por una fila de 5 hexámeros. Los dieciocho genes identificados en el genoma phi29 genoma han sido mapeados y, en algunos casos, los productos de los genes han sido identificados. Cinco genes ligados, cuatro de codificación para las proteínas estructurales (G, A, E, H) y uno que codifica una proteína no estructural (J), son esenciales para determinar la forma natural de la cápside. La proteína pJ puede ser lo que se consideran proteínas "andamio".

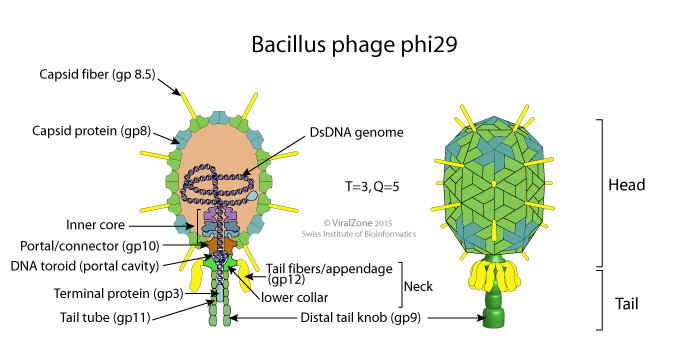
Dibujo esquemático de un virión del fago Bacillus Phi29 (sección transversal y vista lateral).

## Historia
El equipo de Margarita Salas comenzó a finales de los años 1960 a investigar en profundidad los mecanismos de replicación del material genético y los mecanismos de control de la expresión génica, así como la morfogénesis del virus. Su pequeño tamaño y corta cadena de ADN (20 genes), permitía su estudio a nivel molecular y su complejidad lo hacía interesante para investigar su morfogénesis.

## Género
El género Phi29-like viruses al que pertenece el fago Φ29 se puede dividir en tres grupos. El primer grupo incluye, además de Φ29, fagos PZA, Φ15, y BS32. El segundo grupo comprende B103, Nf y M2Y, y el tercer grupo contiene GA-1 como su único miembro. Las secuencias de ADN de los genomas completos de Φ29 (grupo I) y B103 (grupo II) son conocidos, sin embargo, hasta la fecha solamente algunas partes del genoma de GA-1 (grupo III) han sido secuenciadas. 